# Jean-Marie Fillon
Pour les articles homonymes, voir Fillon.
Jean-Marie Fillon est un homme politique français né le 23 mai 1874 à Chassagny (Rhône) et décédé le 7 septembre 1957 à Chassagny.
Agriculteur, il est maire de Chassagny de 1904 à 1929 puis de 1945 à 1953, conseiller d'arrondissement de 1913 à 1919 et conseiller général en 1923. Il est député du Rhône de 1924 à 1928 et de 1932 à 1936, inscrit au groupe radical.

## Distinctions
- Chevalier de la Légion d'honneur (11 juillet 1952)[1]
- Chevalier de l'ordre du Mérite agricole